# バーナード・ベレンソン

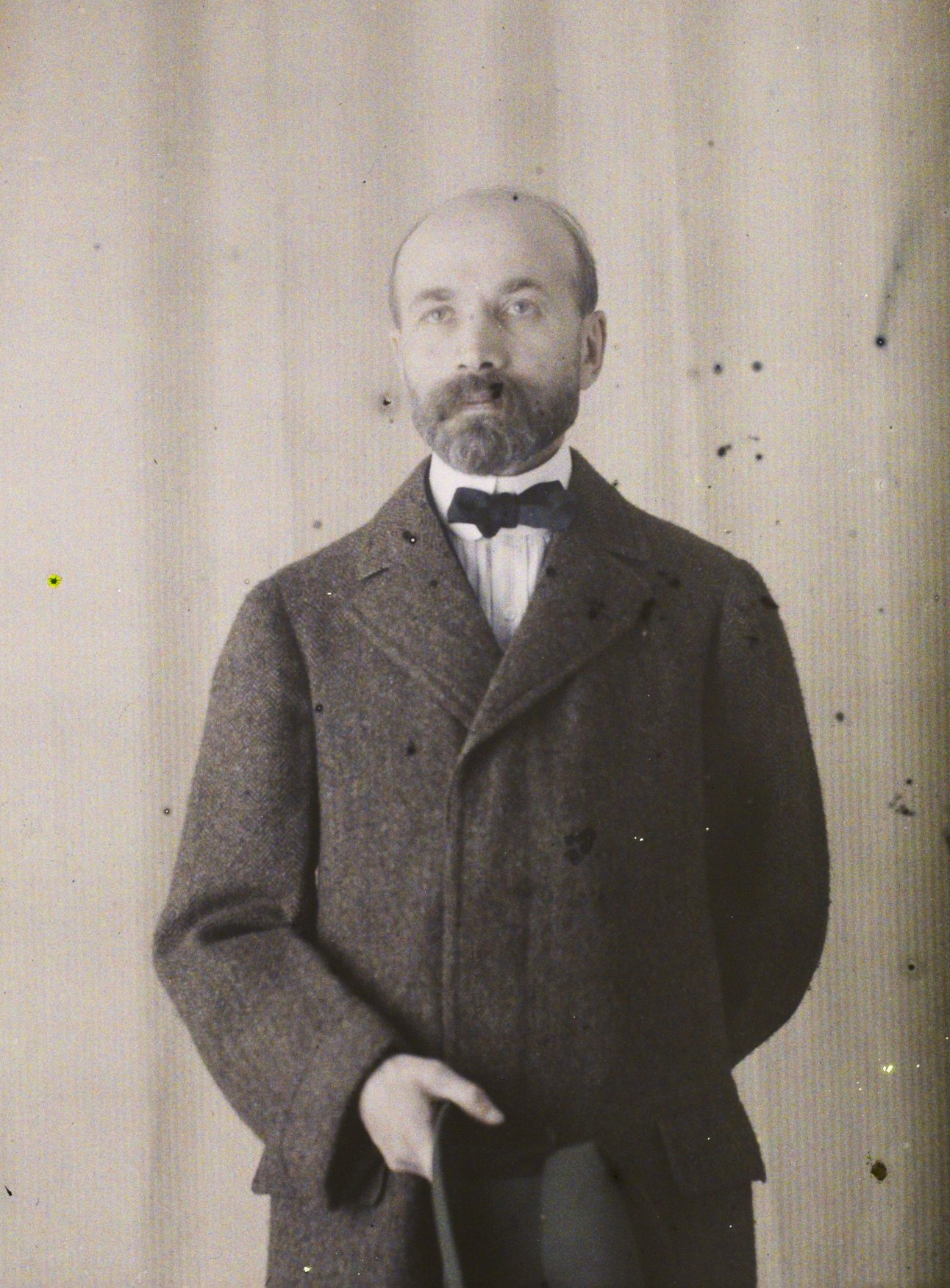
バーナード・ベレンソン

バーナード・ベレンソン（Bernard G. Berenson, 1865年6月26日 - 1959年10月6日）は、リトアニア出身のアメリカの美術史家・美術評論家。イタリアルネサンス研究で著名で、矢代幸雄、ケネス・クラークなど多くの門人がいる。

## 生涯
ロシア帝国・ヴィリナ県ブトリモニースのユダヤ人の家庭に生まれる。生まれた時の名前は、ベルンハルド・ヴァルヴロイェンスキ（Bernhard Valvrojenski、ロシア語: Бернард Вальвроженский）。父のアルバートは1875年一家と共にボストンに移住し、ベレンソンに姓を変える。
ハーヴァード大学で学び、イタリアに移住する。妻のメアリー Mary (1864-1945)は Logan Pearsall Smith の姉であり、美術史家の Benjamin Francis Conn Costelloe と結婚したこともあった。
個人としても世界的に著名なコレクターであったが、その中でもルネサンスの大家ドメニコ・ヴェネツィアーノの『聖母子像』を所有し書斎に飾っていたことは有名である。
トマス・ハリスの小説『ハンニバル』では、主人公ハンニバル・レクターはベレンソン家の親類という設定になっている。

## 文献案内
- S.N. Behrman (1951-52) "Duveen"
- Ernest Samuels (1979) Bernard Berenson: The Making of a Connoisseur
- Ernest Samuels (1987) Bernard Berenson: The Making of a Legend
- Colin Simpson (1986) Artful Partners: Bernard Berenson and Joseph Duveen
- Mary Ann Calo (1994) Bernard Berenson and the Twentieth Century

訳書
- 『ルネッサンスのイタリア画家』 新潮社 1961 - 矢代幸雄監修、大型限定本
- 『美学と歴史』 島本融訳、みすず書房 1975
- 『ベレンソン自叙伝　肖像画のスケッチ』 三輪福松訳、玉川大学出版部 1990
- 『美術の国の自由市民　矢代幸雄とバーナード・ベレンソンの往復書簡』

山梨絵美子・越川倫明編訳、玉川大学出版部 2019